# Notação de Peano-Russell
Na lógica matemática, a notação de Peano-Russell foi a aplicação adotada por Bertrand Russell da notação lógica de Giuseppe Peano adaptada às noções lógicas de Gottlob Frege, utilizada na escrita de seu livro Principia Mathematica em colaboração com Alfred North Whitehead:
"A notação adotada no presente trabalho é baseada na de Peano, e as explicações a seguir são, em certa medida, modeladas naquelas que ele prefixa em seu Formulario Mathematico ." (Capítulo I: Explicações Preliminares de Ideias e Notações, página 4)

## Variáveis
Na notação, as variáveis são ambíguas na denotação, preservam uma identidade reconhecível que aparece em vários lugares em declarações lógicas dentro de um determinado contexto e têm um intervalo de determinação possível entre quaisquer duas variáveis que são iguais ou diferentes. Quando a possível determinação é a mesma para ambas as variáveis, então uma implica a outra; caso contrário, a possível determinação de uma dada à outra produz uma frase sem sentido. O conjunto de símbolos alfabéticos para variáveis inclui letras romanas maiúsculas e minúsculas, bem como muitas do alfabeto grego.

## Funções fundamentais das proposições
As quatro funções fundamentais são a função contraditória, a soma lógica, o produto lógico e a função implicativa.

### Função contraditória
A função contraditória aplicada a uma proposição retorna sua negação.
{\displaystyle \sim p}

### Soma lógica
A soma lógica aplicada a duas proposições retorna sua disjunção.
{\displaystyle p\lor q}

### Produto lógico
O produto lógico aplicado a duas proposições retorna o valor-verdade de ambas as proposições serem simultaneamente verdadeiras.
{\displaystyle p\cdot q}

### Função implicativa
A função implicativa aplicada a duas proposições ordenadas retorna o valor-verdade da primeira, implicando a segunda proposição.
{\displaystyle p\supset q}

## Funções mais complexas de proposições
A equivalência é escrita utilizando três barras, como em {\displaystyle p\equiv q}, representando {\displaystyle p\supset q\cdot q\supset p}.
A afirmação é o mesmo que fazer uma declaração entre dois pontos finais.
{\displaystyle \vdash p}
Uma proposição afirmada é verdadeira ou um erro por parte do escritor.
A inferência é equivalente à regra modus ponens, onde {\displaystyle p\cdot p\supset q.\supset q}
Além do produto lógico, pontos também são usados para mostrar agrupamentos de funções de proposições. No exemplo acima, o ponto antes do símbolo da função de implicação final agrupa todas as funções anteriores naquela linha como antecedente do consequente final.
A notação inclui definições como funções complexas de proposições, usando o sinal de igual "=" para separar o termo definido de sua definição simbólica, terminando com as letras "Df".